# Chaetogaster parvus
Chaetogaster parvus är en ringmaskart som beskrevs av Pointner 1914. Chaetogaster parvus ingår i släktet Chaetogaster och familjen glattmaskar. Inga underarter finns listade i Catalogue of Life.